# Luozi (territoire)
Le Territoire de Luozi est une subdivision de la province du Kongo central en république démocratique du Congo. Il a pour chef-lieu la localité de Luozi. Occupé majoritairement par les Bakongo (Manianga).

## Géographie
Il s'étend sur la rive droite du fleuve Congo entre 4° 18′ et 5° 20′ de latitude sud et 14° 27′ de longitude est. Borné au nord et à l'est par la  République du Congo-Brazzaville, il est limité au sud par le fleuve Congo qui le sépare des territoires de Songololo et de Mbanza-Ngungu. Situé à 350 kilomètres de la ville de Kinshasa, à 117 kilomètres de Kimpese, à 280 kilomètres de la ville de Matadi, il longe sur 140 kilomètres le fleuve Congo.
Le territoire de Luozi est l'une des entités administratives de la province du Kongo Central (avec les territoires de Tshela et Kasangulu) qui fait frontière avec le Congo-Brazzaville. D'une superficie d'un peu plus de 6 000 km2, soit près d'un huitième de la superficie de la province (plus de 53 000 km2), le territoire de Luozi est caractérisé par un vaste bas plateau (moins de 800 m d'altitude) dans sa partie nord-ouest. La région centrale de ce plateau, figure parmi les entités les plus peuplées de ce territoire, contrairement à la région de plaine située plus au sud. Malgré sa faible superficie, Luozi compte une dizaine de secteurs avec plus de cinquante groupements. Ce morcellement serait de nature à attiser des conflits sociaux. Le fleuve Congo sépare ce territoire, dans sa partie sud, de celui de Songololo. Ces deux circonscriptions, en plus de celle de Mbanza-Ngungu, constituent le district des Cataractes. La rivière Luozi, qui traverse le chef-lieu du territoire a été rendue célèbre par ses crocodiles de taille imposante et qui s'attaquent souvent à l'homme.

## Histoire
Autrefois territoire Manyanga, entité politico-administrative de la période coloniale, il est avant la suppression des disctricts, le seul territoire du District des Cataractes.
À l'époque coloniale, l'ensemble des dix collectivités étaient regroupées en trois zones : Kivunda avec comme capitale Tadi, comprenant les secteurs de Balari et de Kimbanza et Kivunda; celle de Kimbimbi avec comme secteurs Mbanza-Ngoyo, de la Kenge, Kimumba et Mongo-Luala; la zone de Kinkenge enfin, regroupant les secteurs de Kinkenge, de Mbanza-Mona et de Mbanza-Muembe. Cette division de Luozi en trois zones a continué jusqu'en 1970 où le territoire fut organisé en une seule entité et dirigé par un administrateur du territoire.

## Commune
Le territoire compte 1 commune rurale de moins de 80 000 électeurs.
- Luozi, (7 conseillers municipaux)

## Secteurs
Le territoire de Luozi est organisé en dix secteurs divisés en 37 groupements :
- Secteur Balari, constitué de 4 groupements : Londe-Nzadi, Mimpala, Ndoba, Yokolo.
- Secteur de la Kenge, constitué de 5 groupements : Kimbimbi, Kinsumbu, Kivunda, Mpanda, Sala.
- Secteur Kimbanza, constitué de 4 groupements : Kimbanza, Kinkenda, Mbu, Yanga.
- Secteur Kimumba, constitué de 3 groupements : Bidi, Mfueta, Nsundi-Mamba
- Secteur Kinkenge, constitué de 3 groupements : Kinkenge, Luala, Luangu.
- Secteur Kivunda, constitué de 6 groupements : Kikiunga, Kimata, Kiniangi, Masangi, Sundi-Lutete, Yanga-Nord.
- Secteur Mbanza-Mona, constitué de 3 groupements : Bulu, Kingila, Kinsemi.
- Secteur Mbanza-Mwembe, constitué de 3 groupements : Kibunzi, Kingungu, Mbamba.
- Secteur Mbanza-Ngoyo, constitué de 4 groupements : Kimpaka, Lemba, Luangu, Mbiongo.
- Secteur Mongo-Luala, constitué de 4 groupements : Kingoyi, Munkaka, Tembisa, Yenga-Pompe.

## Population
La population du territoire compte quatre tribus principales appartenant à l'ethnie Bakongo : Manianga, Bamboma, Baleele, Balari.

## Quelques fils et filles de Luozi
- Dr Joseph KAPITA BILA (Medecin Cardiologue)
- Daniel Kanza, ancien sergent comptable de l'armée du Congo Belge, membre fondateur de l'ABAKO, participant actif à la table ronde de Bruxelles, père de Thomas Kanza et de Sophie Kanza.
- Ernest Wamba dia Wamba, est un sénateur congolais (RDC) dans le gouvernement de transition. Il a été le chef d'une faction du Rassemblement congolais pour la démocratie durant la Seconde guerre du Congo. Wamba est né en 1942, à Sundi-Lutete, dans la Bas-Congo. Il suit ses cours dans l'école d'une mission suédoise. Il a grandi durant l'époque de Simon Kimbangu et de la crise politique qui a mené à l'indépendance du Congo belge, notamment grâce à l'Association des Bakongo (ABAKO).  À la fin de ses études secondaires, il reçoit une bourse de l'Institut Afro-américain (African-American Institute) pour étudier aux États-Unis. Il étudie à la Western Michigan University à Kalamazoo, où il écrit son mémoire à propos du philosophe Maurice Merleau-Ponty et Jean-Paul Sartre. Il étudie ensuite aux Claremont Colleges avant d'enseigner à l'université Brandeis, Boston College et Salem University. Il a ensuite enseigné à l'université Harvard.
- Isaac Masembo Saku Kukusu, pasteur de l'Église Évangélique du Congo, Directeur Général de l'Institut Supérieur Théologique de Kinshasa, Vice-Président de la Communauté Évangélique du Zaïre, professeur de l'Institut Supérieur Théologique de Kinshasa.
- Jean Perce Makanzu Ma Vumilisa, premier Secrétaire Général d'Évangélisation et Vie de l'Église de l'église du Christ au Congo, premier Évangéliste National.
- Ne Muanda Nsemi, leader politique et religieux.
- Daniel Dia Mbwangi Diafwila, missionnaire au Canada, deuxième Évangéliste National de l'église du Christ au Congo, professeur à l'Institut Supérieur de Kinshasa, professeur à l'université Protestante du Congo, professeur de Global Scholars Canada, évêque de Church of God International. Docteur en philosophie de l'université d'Ottawa. Sciences Missionnaires de l'université Saint Paul, Ottawa. Théologie de l'université McGill, Montréal. Education et Counseling, Université d'Ottawa.
- Bernard Lutuntala Mumpasi, recteur de l'université de Kinshasa, professeur de démographie, docteur en démographie de l'université de Montréal.
- Bayona Ba Meya Muna Kimvimba(+), professeur de procédure pénale aux facultés de Droit de l'université de Kinshasa, de l'université Kongo et de l'université libre de Kinshasa,
- Norbet Wanyaku-wa-Mfielo, ancien inspecteur général de la police judiciaire des parquets,
- Kimpianga Mahaniah, professeur d'Histoire de l'université libre de Luozi, de l'université pédagogique nationale, directeur du centre de vulgarisation agricole et fondateur de l'université libre de Luozi,
- Batangu Mpesa, Pharmacien et Ancien député national,
- Zamenga Batukezanga, professeur et écrivain congolais,
- Mawampanga Mwana Nanga, ancien ministre du gouvernement congolais sous le règne du président Laurent Désiré Kabila,
- Daniel Masuekama Nayituma, économiste international; membre et secrétaire national adjoint chargé du budget du Congrès des démocrates pour le progrès social (CDPS), un parti politique en République démocratique du Congo. Il a assumé les mêmes fonctions au sein de l'Union pour la démocratie et le progrès social (UDPS)d'Étienne Tshisekedi-wa-Mulumba,
- Sophie Zala (+), première femme docteur, ancien ministre et professeur d'université,
- Thomas Kanza (+), premier universitaire congolais, professeur d'université et plusieurs fois ministre dans différents gouvernements congolais,
- Gauthier Masuekama Nayituma, Juriste spécialisé en droit des personnes et de la famille; en droits humains et en immigration. Ancien boursier du centre de vulgarisation agricole (CVA) dont le fondateur et directeur général est le professeur Kimpianga Mahaniah. Il est doctorant en droit de l'université de Caen Basse-Normandie, en France.
- Madiengo Bindwala Alphonse (+) co-ministre de Santé au gouvernement du Président Joseph Kasa Vubu; préfet des études à l'Institut Kasaî (Armée du Salut).
- Alfred Loka Masembo, docteur en médecine et cardiologue américain, hôpital de Plattsburg, État de New York. Fils du révérend Isaac Masembo.
- André Wamba, ingénieur d'affaires et spécialiste en développement économique et communautaire, il est chargé des projets de lutte contre la pauvreté, État de l'Ohio, aux États-Unis d'Amérique
- Nsenga Mansiantima Marcel inspecteur en chef directeur Anti drogue parquet général de la république, Bcn Interpol drcongo.
- Étienne Flaubert Batangu Mpesa (1942-2021), Chercheur scientifique congolais.

## Ressources naturelles
Parmi les richesses du territoire de Luozi, on trouve le manganèse et l'or à Nkundi, la pyrite, précisément à Mbandakani, le diamant et le calcaire, qui restent encore inexploités.